# Pleuridium macrothecium
Pleuridium macrothecium är en bladmossart som beskrevs av Per Karl Hjalmar Dusén 1905. Pleuridium macrothecium ingår i släktet sylmossor, och familjen Ditrichaceae. Inga underarter finns listade i Catalogue of Life.